# Granger (Washington)
Granger es una ciudad ubicada en el condado de Yakima en el estado estadounidense de Washington. En el año 2000 tenía una población de 2.530 habitantes y una densidad poblacional de 781,5 personas por km².

## Geografía
Granger se encuentra ubicada en las coordenadas 46°20′40″N 120°11′29″O / 46.34444, -120.19139.

## Demografía
Según la Oficina del Censo en 2000 los ingresos medios por hogar en la localidad eran de $26.250, y los ingresos medios por familia eran $28.026. Los hombres tenían unos ingresos medios de $21.458 frente a los $20.000 para las mujeres. La renta per cápita para la localidad era de $8.111. Alrededor del 34,3% de la población estaban por debajo del umbral de pobreza.